# Mendon (Míchigan)
Mendon es una villa ubicada en el condado de St. Joseph en el estado estadounidense de Míchigan. En el Censo de 2010 tenía una población de 870 habitantes y una densidad poblacional de 328,04 personas por km².

## Geografía
Mendon se encuentra ubicada en las coordenadas 42°0′31″N 85°27′15″O / 42.00861, -85.45417. Según la Oficina del Censo de los Estados Unidos, Mendon tiene una superficie total de 2.65 km², de la cual 2.63 km² corresponden a tierra firme y (0.88%) 0.02 km² es agua.

## Demografía
Según el censo de 2010, había 870 personas residiendo en Mendon. La densidad de población era de 328,04 hab./km². De los 870 habitantes, Mendon estaba compuesto por el 96.9% blancos, el 0.8% eran afroamericanos, el 0.34% eran amerindios, el 0.34% eran asiáticos, el 0% eran isleños del Pacífico, el 0.11% eran de otras razas y el 1.49% pertenecían a dos o más razas. Del total de la población el 2.18% eran hispanos o latinos de cualquier raza.